# Lea Schüpbach
Lea Schüpbach (* 10. September 1997 in Winterthur, Schweiz) ist eine Schweizer Handballspielerin, die für den deutschen Bundesligisten TuS Metzingen aufläuft.

## Karriere

### Vereine
Schüpbach begann im Jahr 2010 das Handballspielen in ihrer Geburtsstadt bei Yellow Winterthur. Die Torhüterin stand zwölf Tage nach ihrem 16. Geburtstag erstmals im Erstligakader von Yellow Winterthur gegen die Spielgemeinschaft Basel Regio. Im Sommer 2017 wechselte sie zum Schweizer Erstligisten Spono Eagles, mit dem sie die Schweizer Meisterschaft 2018 sowie 2018 und 2019 den Schweizer Cup gewann.
Schüpbach schloss sich im Sommer 2019 dem französischen Erstligisten Paris 92 an. Im Januar 2020 erlitt sie eine Mittelfussfraktur. Da sie schon vor ihrer Verletzung nur wenige Spielanteile hinter der Stammtorhüterin Lucie Satrapová erhalten hatte, schloss sie sich im Sommer 2020 dem deutschen Bundesligisten HSG Bad Wildungen an. Dort bildete sie das Torhüterduo mit ihrer Nationalmannschaftskollegin Manuela Brütsch. Zur Saison 2022/23 wechselte sie zum Ligakonkurrenten TuS Metzingen. Schüpbach zog sich im November 2023 im Training einen Kreuzbandriss zu, woraufhin die Saison 2023/24 für sie beendet war.
Schüpbach wird ab der Saison 2025/26 beim französischen Erstligisten Handball Plan-de-Cuques unter Vertrag stehen.

### Nationalmannschaften
Schüpbach lief 23 Mal für die Schweizer Jugend- sowie elf Mal für die Schweizer Juniorinnennationalmannschaft auf. Am 21. März 2018 gab sie ihr Debüt für die Schweizer A-Nationalmannschaft.
Im November 2022 nahm sie mit der Schweizer A-Nationalmannschaft an der Europameisterschaft in Slowenien, Nord-Mazedonien und Montenegro teil. In den drei Vorrundenspielen in Ljubljana gegen Ungarn, Norwegen und Kroatien kam sie auf insgesamt 25 Paraden und eine Fangquote von 28,4 %. Sie stand auch im Kader für die Europameisterschaft 2024. Die Schweiz erreichte die Hauptrunde und beendete das Turnier auf dem 12. Platz. Schüpbach kam in allen 7 Spielen zum Einsatz. Im entscheidenden Vorrundenspiel gegen Kroatien gelangen ihr 9 Paraden in der ersten Halbzeit, weswegen sie als Player of the Match ausgezeichnet wurde.